# Sint-Lambertuskerk (Hermalle-sous-Argenteau)

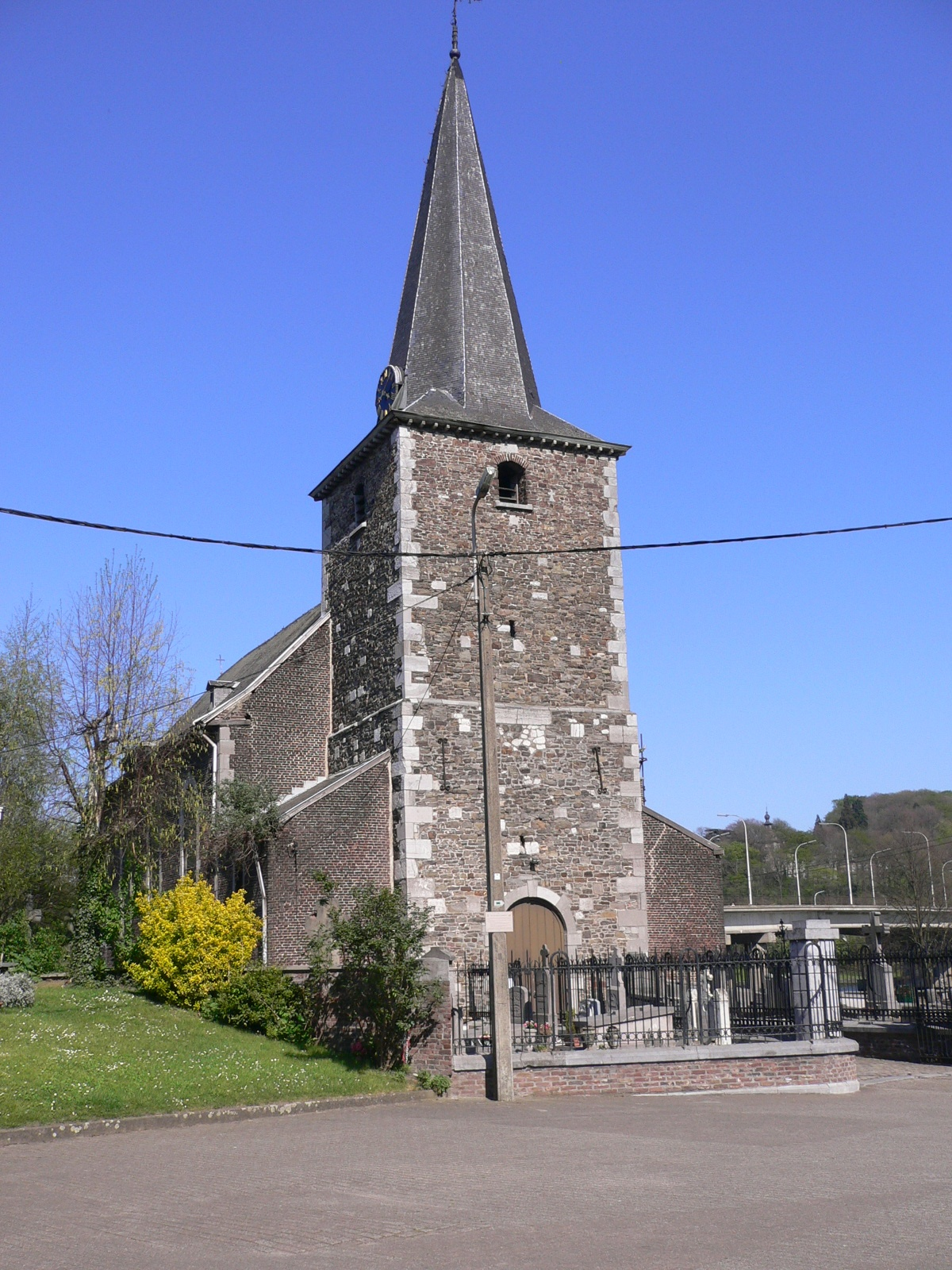
Sint-Lambertuskerk

De Sint-Lambertuskerk is de parochiekerk van Hermalle-sous-Argenteau in de Belgische provincie Luik. De kerk is gelegen aan het Place Gérard Froidmont.

## Geschiedenis
De parochie is zeer oud. Reeds in de tijd van Pepijn van Herstal (640-714) was er sprake van een parochie. De huidige kerktoren is van 1624, deze is gebouwd in breuksteen. Het bakstenen schip werd gebouwd in 1780. De kerk bevindt zich aan de Maasoever.

## Interieur
De kerk heeft een altaar van 1614, met basreliëfs in albast, wapenschilden van de heren van Argenteau en -in een nabij het altaar gelegen kapel- een zwartmarmeren mausoleum van 1538, met de toenmalige heer en zijn echtgenote in liggende houding afgebeeld. Verder zijn er oude kerkmeubelen, een vroegbarok hoofdaltaar, deuren in barok- en rococostijl, en biechtstoelen in classicistische stijl. In 1730 werden de schilderijen "Aanbidding der Herders" en "Aanbidding der Koningen" aan de kerk geschonken. Een beeld van Sint-Lambertus is 18e-eeuws.